# Jaworzno Niedzieliska
Jaworzno Niedzieliska – zlikwidowany przystanek osobowy w jaworznickiej w dzielnicy Niedzieliska, w województwie śląskim. Znajdował się przy ul. Marcina Kasprzaka, usytuowany był na kilometrze 4,040 dawnej linii kolejowej nr 126. Jaworzno Szczakowa – Bolęcin między stacjami Jaworzno Szczakowa i Jaworzno.
Przy przystanku znajdowała się bocznica szlakowa do Zakładu Bieli Cynkowej „Niedzieliska” oraz do Kopalni Węgla „Niedzieliska”.